# Sérénade mélancolique de Louis Aubert
La Sérénade mélancolique est une mélodie isolée, composée par Louis Aubert en 1923 sur un poème de G. Jean-Aubry.

## Composition
Louis Aubert compose la Sérénade mélancolique sur un poème de G. Jean-Aubry, en 1923.

## Présentation
La Sérénade mélancolique fait partie des « pages isolées du corpus des mélodies de Louis Aubert  ».
La mélodie — Modéré à 
 ( = 56) en mi mineur — est orchestrée en 1924.

### Ouvrages généraux
- Marie-Claire Beltrando-Patier, Brigitte François-Sappey et Gilles Cantagrel (dirs.), Guide de la mélodie et du lied, Paris, Fayard, coll. « Les Indispensables de la musique », 1994, 916 p. (ISBN 2-213-59210-1, OCLC 417117290, BNF 35723610), « Louis Aubert », p. 11–12.

### Monographies
- Vladimir Jankélévitch, Premières et Dernières Pages : Louis Aubert, Paris, Seuil, 1994 (1re éd. 1974), 318 p. (ISBN 2-02-019943-2 et 978-2-02-019943-8), p. 290-298.
- Marcel Landowski et Guy Morançon (préface de Henry Barraud), Louis Aubert, musicien français, Paris, Durand & Cie, 1967, 98 p..